# Lagotis chumbica
Lagotis chumbica är en grobladsväxtart som beskrevs av Robert Reid Mill. Lagotis chumbica ingår i släktet Lagotis och familjen grobladsväxter. Inga underarter finns listade i Catalogue of Life.